# Canthidium barbacenicum
Canthidium barbacenicum är en skalbaggsart som beskrevs av Preudhomme de Borre 1886. Canthidium barbacenicum ingår i släktet Canthidium och familjen bladhorningar. Inga underarter finns listade.